# 2000 FNS歌謡祭
『2000 FNS歌謡祭』（2000 エフエヌエスかようさい）は、フジテレビ系列で2000年12月7日 19:00 - 21:54（JST）に生放送された通算29回目の『FNS歌謡祭』。

## 概要
2000年代に入って初の放送。前回は19:00 - 22:14と、初の「3時間突破」だったが、今回は2年振りの19:00 - 21:54と、3時間を超えなかった。なお「単独での3時間未満放送」はこの回が最後。20世紀最後の放送。
演歌勢はこの回のみ出演なし。

## 当日のステージ
SMAPは東京タワーから生中継で出演して、「らいおんハート」を披露した。
演歌・歌謡曲勢は出演なしだった。
今回のトップバッターは嵐が昨年に引き続き、2年連続で2回目の担当して、「感謝カンゲキ雨嵐」を披露した。
大トリでは郷ひろみが初めて担当して、「なかったコトにして」を披露した。
ジャニーズ事務所からはSMAP、TOKIO、V6、KinKi Kids、嵐の5組が出演した。

## 出演者

### 司会
- 楠田枝里子
- 川端健嗣（当時：フジテレビアナウンサー）

### 出演アーティスト
- 安室奈美恵
- 嵐
- Every Little Thing
- KinKi Kids
- 郷ひろみ
- 小柳ゆき
- サザンオールスターズ
- J-FRIENDS
- JUDY AND MARY
- 鈴木あみ[3]
- SMAP
- TOKIO
- 花*花
- 浜崎あゆみ
- hiro
- V6
- 福山雅治
- ポルノグラフィティ
- 松田聖子
- MAX
- 観月ありさ
- モーニング娘。
- 野猿

太字は当年のNHK『第51回NHK紅白歌合戦』にも出場した歌手である。

### 音楽・演奏
- 武部聡志音楽団

## セットリスト
| 順番 | アーティスト         | 楽曲                                 |
| ---- | -------------------- | ------------------------------------ |
| 1    | 嵐                   | 感謝カンゲキ雨嵐                     |
| 2    | ポルノグラフィティ   | サウダージ                           |
| 3    | 観月ありさ           | 女神の舞                             |
| 4    | V6                   | CHANGE THE WORLD                     |
| 5    | 鈴木あみ             | Don't need to say good bye           |
| 6    | 花*花                | さよなら 大好きな人                  |
| 7    | TOKIO                | みんなでワーッハッハ!                |
| 8    | 小柳ゆき             | Silent Night〜White Christmas        |
| 9    | 浜崎あゆみ           | M                                    |
| 10   | 野猿                 | 夜空を待ちながら (1999)              |
| 11   | 福山雅治             | Kissin' in the holynight             |
| 12   | Every Little Thing   | fragile                              |
| 13   | MAX                  | バラ色の日々                         |
| 14   | MAX                  | 銀河の誓い (1999)                    |
| 15   | MAX                  | Ride on time (1998)                  |
| 16   | MAX                  | 一緒に・・・ (1999)                  |
| 17   | J-FRIENDS            | I WILL GET THERE                     |
| 18   | JUDY AND MARY        | mottö                                |
| 19   | hiro                 | Treasure                             |
| 20   | KinKi Kids           | 夏の王様                             |
| 21   | モーニング娘。       | 恋愛レボリューション21               |
| 22   | 福山雅治             | 桜坂                                 |
| 23   | サザンオールスターズ | TSUNAMI                              |
| 24   | サザンオールスターズ | この青い空、みどり 〜BLUE IN GREEN〜 |
| 25   | 安室奈美恵           | NEVER END                            |
| 26   | SMAP                 | らいおんハート                       |
| 27   | 松田聖子             | The Sound of Fire                    |
| 28   | 郷ひろみ             | なかったコトにして                   |

## スタッフ
- 構成：玉井貴代志
- 音楽：広瀬健次郎
- プロデューサー：水口昌彦、きくち伸
- 演出：
- 技術協力：八峯テレビ、共同テレビジョン、サンフォニックス、FLT、PRGアジア
- 協力：グランドプリンスホテル新高輪、ハーフトーンミュージック
- 制作：フジテレビ制作2部
- 制作著作：フジテレビ